# The Specials (pel·lícula)
The Specials és una pel·lícula estatunidenca dirigida per Craig Mazin, estrenada el 2000.

## Argument
"The Specials" són un grup de llegendaris superherois molt particulars... Format majoritàriament per bestioles rares, el grup compta amb una nova incorporació, la d'una jove que es fa anomenar "Nightbird" (au nocturna), que fins fa poc era fan de The Specials i ara ha decidit formar-ne part. Però les diferents personalitats dels membres del grup i les seves diferents opinions de les coses amenacen amb la seva ruptura... el seu cap, The Strobe, descobreix que la seva dona l'enganya amb Weevil.

## Repartiment
- Jordan Ladd: Nightbird/Shelly
- Thomas Haden Church: Ted Tilderbrook/The Strobe
- Rob Lowe: Tony/The Weevil
- Paget Brewster: Ms Indestructible/Emily Tilderbrook
- Jamie Kennedy: Amok
- Melissa Joan Hart: Sunlight Grrrll
- Kelly Coffield Park: Power Chick/Nancy
- Judy Greer: Deadly Girl
- James Gunn: Minute Man/Tim Tilderbrook
- Sean Gunn: Alien Orphan/Doug
- Mike Schwartz: U.S. Bill
- Jim Zulevic: Mr. Smart/Seymore
- John Doe: Eight
- Johnny Mountain: News Anchor
- Barry Del Sherman: Zip Boy/Jerry
- Michael Weatherly: Verdict